# Didymocarpus corchorifolius
Didymocarpus corchorifolius är en tvåhjärtbladig växtart som beskrevs av A. Dc.. Didymocarpus corchorifolius ingår i släktet Didymocarpus och familjen Gesneriaceae. Inga underarter finns listade i Catalogue of Life.